# كرداسة
كِرداسة هي مدينة مصرية تابعة لمركز كرداسة في محافظة الجيزة في جمهورية مصر العربية، حسب إحصاءات سنة 2006، بلغ إجمالي السكان في كرداسة 69317 نسمة، منهم 35519 رجل و33798 امرأة.
تشتهر بتجارة الأقمشة على مستوى الجمهورية، وبالحرف التقليدية وبالملابس والمنسوجات المفصلة يدويا، من فساتين وجلابيات وغيرها، وتعتبر مقصدا للمصريين قبل السياح من العرب والأجانب لشراء تلك المنتجات.

## التاريخ
كرداسة هي من القرى القديمة في مصر فقد أتي على ذكرها في أكثر من موضع في المؤلفات التي أهتمت بحصر القرى المصرية مثل: القاموس الجغرافي للبلاد المصرية من عهد قدماء المصريين إلى سنة 1945م لمؤلفه محمد بك رمزي الذي يصنفها من القرى القديمة والتي أعتبرت من النواحي المالية في الروك الناصري سنة 715هـ ويرى أن أصل الاسم كان كلداسة كما وردت به في التحفة من أعمال الجيزية، وأن الاسم الحالي قد ثبت لها منذ 1228هـ.